# Lívia Lemos
Lívia Lemos Peçanha (Niterói, 1 de fevereiro de 1984) é uma ex-modelo, ex-apresentadora de televisão e empresária brasileira atuante em Portugal.

## Biografia
Começou sua carreira aos 16 anos, integrando um programa de desafios no canal pago SporTV. Destacou-se e acabou convidada para um teste no canal. Animados com o resultado de Lívia no teste, os diretores do SporTV providenciaram um curso de um ano a ela, que em 2001 tornou-se a apresentadora mais jovem do programa Zona de Impacto, veiculado no canal.
Foi namorada do jogador Ronaldo e estrela de capa das revistas Playboy e Sexy.
Apresentou o programa Parada Oi na rádio Oi FM e no canal Multishow e atuou como entrevistadora na quarta edição do festival Planeta Atlântida, exibida também no Multishow.
Em 2011, foi contratada como repórter e apresentadora do canal Combate.